# Slag om Talas
De Slag om Talas (ook wel Slag van Artlakh genoemd) (Chinees: 怛羅斯會戰, Dá luósī huìzhàn) was een gewapend conflict dat in 751 plaatsvond tussen het kalifaat van de Abbasiden aan de ene zijde, en de Chinese Tang-dynastie aan de andere zijde. De slag maakte deel uit van de Arabische verovering van Transoxanië, en duurde van mei tot september 751.
De voornaamste inzet van de strijd was de controle over de regio Syr Darja en een strategisch stuk grond in Centraal-Azië. De slag werd gewonnen door het kalifaat, waarmee de uitbreiding van het Tangrijk richting het Westen tot een einde kwam.

## Locatie
De slag vond plaats langs de rivier de Talas. De exacte locatie van de slag is nooit vastgesteld, maar doorgaans wordt aangenomen dat deze nabij Taraz en Talas, aan de grens van het hedendaagse Kazachstan en Kirgizië plaatsvond.

## Achtergrond

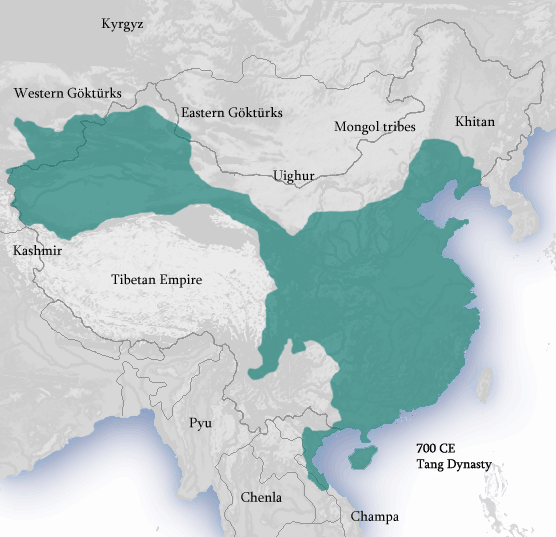
Kaart van de Tang-dynasty in circa 700.

Al ten tijde van de Han-dynastie was het Chinese keizerrijk begonnen haar territorium uit te breiden richting het westen, tot voorbij de Taklamakan.
In 715 werd Alutar dankzij hulp van de Arabische Omajjaden heerser in de Vallei van Fergana. De verdreven vorige heerser, Ikhshid, vluchtte naar Kuqa en zocht hulp van de Chinezen. Keizer Tang Xuanzong stuurde 10.000 soldaten onder leiding van Zhang Xiaosong naar Fergana, alwaar Alutar werd verslagen en Ikhshid opnieuw de macht verkreeg. Dit was de eerste keer dat de Chinese en Arabische legers met elkaar hadden gevochten.
Het tweede treffen tussen de Arabieren en de Chinezen vond plaats in 717, toen de Arabieren twee steden in de prefectuur Aksu belegerden. Tang Jiahui vocht terug met behulp van twee legers, waarvan één bestaande uit Karlukse huursoldaten. Volgens Chinese bronnen won de Tang-dynastie dit gevecht.
Het Kalifaat van de Abbasiden had in 750 reeds zijn voornaamste rivaal, de Omajjaden, verslagen in een massale opstand. Deze opstand was in gang gezet door Abu-Abbas Al-Saffah. Na de Slag bij de Zab begon het kalifaat met de verovering van Centraal- Azië, waarbij werd gevochten tegen meerdere regionale legers en de Tang-dynastie.

## Troepensterkte
De exacte troepensterkte aan de kant van de Arabieren is niet bekend, daar hier geen nauwkeurige documentatie van bestaat. Afgaande op schattingen van de Chinezen bestond het leger uit ongeveer 200.000 soldaten.
Het Chinese leger bestond volgens de meest gangbare schattingen uit 10.000 Chinese soldaten, aangevuld met 20.000 Karlukse (een Turks volk) huursoldaten. Arabische bronnen melden dat het Chinese leger 100.000 soldaten zou tellen, maar aangenomen wordt dat dit een zware overschatting is.

## De slag
Het hoogtepunt van de slag vond plaats in juli 751, toen beide legers elkaar troffen op de oevers van de Talas. Tijdens de slag liepen de Karluken over naar Arabieren en vielen de Chinezen onverwachts in de rug aan. Tevens trokken de bondgenoten die de Chinezen in Fergana hadden gekregen zich terug. Deze combinatie maakte dat de Chinezen verpletterend verslagen werden.
Gao Xianzhi, de generaal van het Tang-leger, wist te ontkomen toen hij zag dat een nederlaag onafwendbaar was. Van de 10.000 Tangsoldaten wisten slechts 2.000 uit Talas terug te keren. Na de slag planden de Chinezen een tegenaanval, maar de uitbraak van de An Lushan-opstand in 755 gooide roet in het eten. Alle Chinese troepen moesten uit Centraal-Azië terugkeren om de opstand neer te slaan, waarmee de macht van de Tang-dynastie over Centraal-Azië definitief gebroken werd.

## Historische significantie
Wilhelm Barthold was een van de eerste historici die de slag om Talas als een grote historische gebeurtenis beschouwde, daar de slag bepaalde of de Chinezen of de moslims voortaan Centraal-Azië zou gaan overheersen.
De slag bij Talas vormde een belangrijke gebeurtenis in de geschiedenis van het papier. Tot de slag was papier in het westen nog een onbekend verschijnsel, maar na de slag werden volgens de overlevering Chinese krijgsgevangenen gedwongen papier te maken in Samarkand. Behalve dat had de slag weinig demografische of politieke veranderingen tot gevolg. Zo bleven de Chinezen en de Arabieren contact houden met elkaar.